# Liste der Biografien/Kray
Liste der Biografien |
Portal Biografien |
Personensuche
# |
A |
B |
C |
D |
E |
F |
G |
H |
I |
J |
K |
L |
M |
N |
O |
P |
Q |
R |
S |
T |
U |
V |
W |
X |
Y |
Z |
?
 
Ka |
Kb |
Kc |
Kd |
Ke |
Kf |
Kg |
Kh |
Ki |
Kj |
Kl |
Km |
Kn |
Ko |
Kp |
Kr |
Ks |
Kt |
Ku |
Kv |
Kw |
Ky |
Kx |
Kz
 
Kra |
Krb |
Krc |
Kre |
Krg |
Krh |
Kri |
Krj |
Krk |
Krl |
Krm |
Krn |
Kro |
Krp |
Krs |
Krt |
Kru |
Kry |
Krz
 
Kraa |
Krab |
Krac |
Krad |
Krae |
Kraf |
Krag |
Krah |
Krai |
Kraj |
Krak |
Kral |
Kram |
Kran |
Krap |
Krar |
Kras |
Krat |
Krau |
Krav |
Kraw |
Krax |
Kray |
Kraz
Die Liste der Biografien führt alle Personen auf, die in der deutschsprachigen Wikipedia einen Artikel haben. Dieses ist eine Teilliste mit 17 Einträgen von Personen, deren Namen mit den Buchstaben „Kray“ beginnt.

## Kray
- Kray von Krajowa, Paul (1735–1804), österreichischer FeldzeugmeisterPaul Kray von Krajowa (1735–1804)

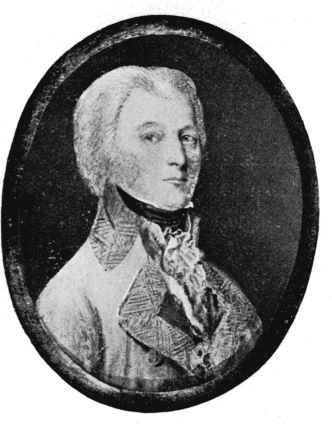
Paul Kray von Krajowa (1735–1804)

- Kray, Ralph (* 1962), deutscher Geistes- und Managementwissenschaftler
- Kray, Reginald (1933–2000), englischer Verbrecher
- Kray, Ronald (1933–1995), englischer Verbrecher
- Kray, Wilhelm (1828–1889), deutscher Porträt-, Genre- und Landschaftsmaler sowie Illustrator

### Krayc
- Kraychir, Trent (* 1989), US-amerikanischer Skeletonpilot

### Kraye
- Kraye, Jill Adrian (* 1947), US-amerikanische Renaissance-Historikerin
- Krayenbühl, Frank (1935–2011), Schweizer Architekt
- Krayenbühl, Hugo (1902–1985), Schweizer Neurochirurg
- Krayenhoff, Cornelis Rudolphus Theodorus (1758–1840), niederländischer Arzt, General, Kartograf und Minister
- Krayer, Max (1875–1944), Schweizer Unternehmer
- Krayer, Otto (1899–1982), deutscher Pharmakologe und Toxikologe

### Krayg
- Krayg, Leopold von († 1433), österreichischer Adliger

### Krayl
- Krayl, Carl (1890–1947), deutscher Architekt

### Krayn
- Krayn, Hugo (1885–1919), deutscher Maler

### Krayz
- Krayzee, Rapper
- Krayzelburg, Lenny (* 1975), US-amerikanischer Schwimmer